# Kurt Pichler
Kurt Pichler (Berlino, 8 aprile 1898 – Basilea, 9 gennaio 1947) è stato un calciatore tedesco naturalizzato svizzero, di ruolo difensore.

## Carriera

### Club
Ha sempre giocato nel campionato svizzero.

### Nazionale
Con la nazionale ha partecipato ai Giochi Olimpici nel 1928.

## Palmarès

### Club

#### Competizioni nazionali
- Campionato svizzero: 3

Servette: 1924-1925, 1925-1926, 1929-1930
- Coppa Svizzera: 1

Servette: 1927-1928